# Handelia trichophylla
Handelia trichophylla là một loài thực vật có hoa trong họ Cúc. Loài này được (Schrenk ex Fisch. & C.A.Mey.) Heimerl mô tả khoa học đầu tiên năm 1922.